# Freewayphobia
Freewayphobia, även Freewayphobia No. 1, or The Art of Driving the Super Highway, är en amerikansk animerad kortfilm med Långben från 1965.

## Handling
Filmen är uppbyggd som en undervisningsfilm, och handlar om Långben som visar hur man inte ska köra bil på motorvägen.

## Om filmen
Filmen fick en uppföljare samma år som den släpptes; En lektion i bilvett.

## Rollista
- Pinto Colvig – Långben
- Paul Frees – berättare[3]